# Cristophyllarthrius maynei
Cristophyllarthrius maynei är en skalbaggsart som beskrevs av Pierre Lepesme och Stefan von Breuning 1956. Cristophyllarthrius maynei ingår i släktet Cristophyllarthrius och familjen långhorningar. Inga underarter finns listade i Catalogue of Life.